# Leonid Kvinikhidze
Leonid Aleksandrovitch Kvinikhidze (en russe : Леони́д Алекса́ндрович Квинихи́дзе), né le 21 décembre 1937 à Leningrad (URSS) et mort le 13 mars 2018 à Saint Pétersbourg (Russie), est un réalisateur, scénariste et metteur en scène soviétique puis russe.

## Biographie
Leonid Kvinikhidze est le fils du réalisateur Alexandre Feinzimmer.
Il fait ses études à l'Institut national de la cinématographie sous la direction de Grigori Kozintsev et Ilya Kopaline et obtient son diplôme en 1962. En 1960-1963, il travaille au Studio Central de films documentaires et didactiques de Moscou et au studio de films documentaires de Leningrad. Il est l'auteur entre autres de films consacrés à Benny Goodman (Benny Goodman et son jazz) et Eduardo De Filippo (Eduardo De Filippo), et de la chronique de voyage en URSS de Marcel Marceau (Bip reste à Léningrad).
En 1963, il est engagé par les studios Lenfilm, où il réalise en 1968 Les Cahiers de Moabit, une fiction relatant le parcours du poète soviétique tatar, combattant de la résistance Moussa Djalil, qui sera récompensée par le prix d’État de la RSSA tatare.
Ses plus grands succès sont ses comédies musicales Un chapeau de paille, Les Hirondelles célestes, Le 31 juin, Le Chapeau, Mary Poppins au revoir.
Après la dislocation de l'URSS, Kvinikhidze accepte la proposition de prendre la direction du Théâtre de la comédie musicale d'Odessa, puis, devient le directeur artistique du Théâtre académique musical de Crimée (1999-2001). Il collabore également avec le théâtre musical de Saint-Pétersbourg nommé "Carambole". Il y monte entre autres une comédie musicale Mary Poppins qui reçoit un Masque d'or en 2004. En 2006-2008, il est le directeur artistique de ce théâtre.
Décédé le 13 mars 2018 des suites d'une longue maladie, il est enterré au cimetière Choucharski situé au district de Pouchkine de Saint-Pétersbourg.

## Filmographie
- 1966 : Le Premier Client (Первый посетитель, Pervy posetitel)
- 1966 : La Vie de Marina (Маринино житьё), documentaire
- 1968 : Cahiers de Moabit (ru) (Моабитская тетрадь)
- 1970 : Mission à Kaboul (ru) (Миссия в Кабуле)
- 1973 : La Défaite de l'ingénieur Garine (ru) (Крах инженера Гарина), téléfilm
- 1974 : Un chapeau de paille (Соломенная шляпка)
- 1976 : Les Hirondelles célestes (Небесные ласточки)
- 1977 : Orekh Krakatouk (Орех Кракатук)
- 1978 : Le 31 juin (ru) (31 июня)
- 1981 : Le Chapeau (ru) (Шляпа)
- 1983 : Mary Poppins, au revoir (Мэри Поппинс, до свидания)
- 1986 : Là, où nous ne sommes pas (Там, где нас нет)
- 1987 : L'Ami (Друг)
- 1988 : L'Artiste de Gribovo (ru) (Артистка из Грибова)
- 1988 : L'Île au trésor (Остров)
- 1992 : Nuits blanches (ru) (Белые ночи)
- 1995 : La Maison (ru) (Дом)

## Nominations et récompenses
- Prix d’État de la RSSA tatare : 1968
- Maître émérite des arts de la fédération de Russie (ru) : 1993
- Masque d'or : 2006[5]